# Angelo Chol
Angelo Ajieng Chol (Jartum, Sudán, 15 de julio de 1993) es un jugador de baloncesto de doble nacionalidad estadounidense-sudanesa. Con 2,06 metros de estatura, juega en la posición de pívot.

## Trayectoria
Nacido en Jartum (Sudán), aunque perteneciente a una etnia procedente del actual Sudán del Sur, se trasladó a Estados Unidos a la edad de siete años y jugó en el Hoover High School de San Diego, donde estableció un récord nacional de su categoría al terminar la temporada 2008/09 promediando casi 10 tapones por partido. 
Comenzó su trayectoria universitaria en la Universidad de Arizona, formando parte de la plantilla de los Wildcats en las temporadas 2011/12 y 2012/13, compartiendo vestuario con el hoy jugador de la NBA Aaron Gordon. No disputó la temporada 2013/14 al ser transferido a la Universidad de Estatal de San Diego, completando allí su ciclo en 2015/16 con unos promedios de 3,9 puntos y 3,1 rebotes.
En la temporada de su debut profesional, 2016/17, disputó 15 partidos (cuatro de ellos como titular) con el Illiabum Clube de la liga portuguesa, acreditando 9,1 puntos y 5,8 rebotes en poco más de 21 minutos por encuentro.
En la temporada 2017/18 disputó la B2 (segunda división) de la B.League japonesa en las filas del Sendai 89ers, promediando 18,8 minutos, 10,3 puntos, 6,7 rebotes y casi un tapón en 53 partidos, siendo titular en 15 de ellos. 
En agosto de 2018 se anunció su fichaje por el Arcos Albacete Basket, equipo español de LEB Plata, pero un problema con su pasaporte impidió completar su incorporación. Finalmente se desvinculó de los albaceteños y firmó con el Cáceres Patrimonio de la Humanidad, club de LEB Oro, con el que disputó la temporada 2018/19 con promedios de 5,8 puntos y 3,5 rebotes en casi 17 minutos por encuentro.
En la temporada 2019/20 regresa a la B2 japonesa con los Aomori Watts.
El 22 de enero de 2021, firmó por el Brussels Basketball de la Pro Basketball League belga, donde acreditó 7,2 puntos y 4,8 rebotes por encuentro.

## Selección nacional
Chol representó a Estados Unidos en el torneo de baloncesto 3x3 de los Juegos Olímpicos de la Juventud Singapur 2010.